# ホームステッド製鉄所
北緯40度24分40秒 西経79度54分40秒 / 北緯40.41111度 西経79.91111度座標: 北緯40度24分40秒 西経79度54分40秒 / 北緯40.41111度 西経79.91111度

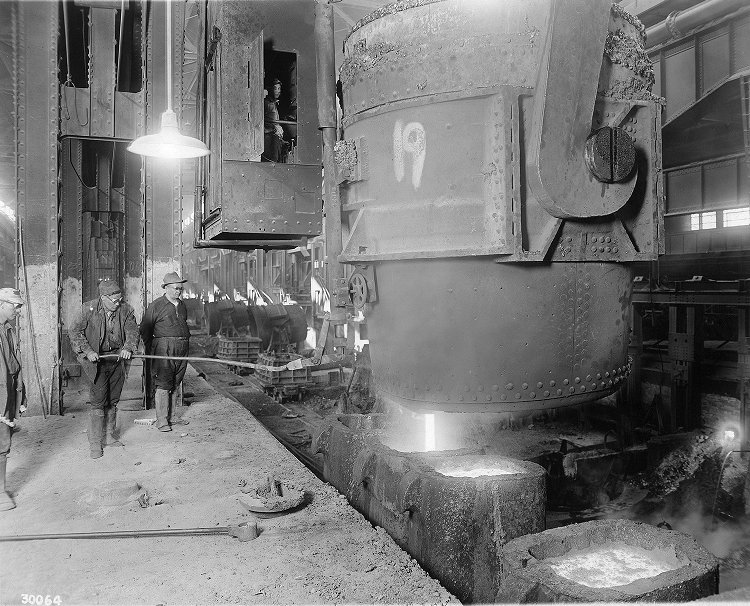
ホームステッド製鉄所の平炉で出銑（1914年）

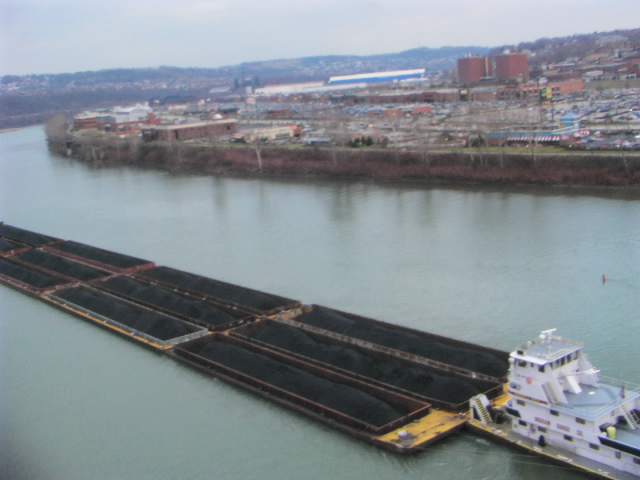
現在のウォーターフロント・ショッピングセンターの脇をバージが通過

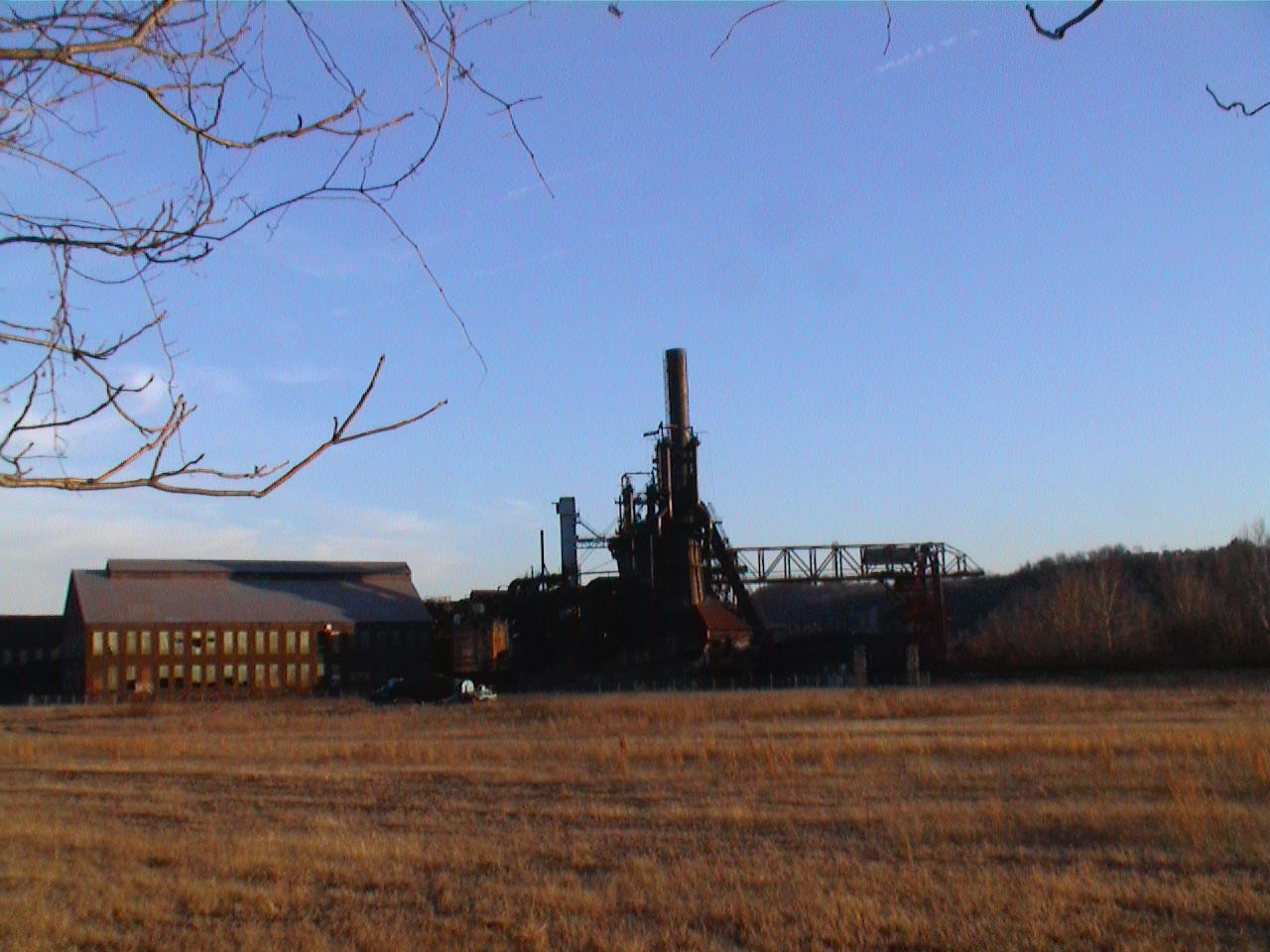
もとキャリー工場の高炉は国定歴史建造物

ホームステッド製鉄所（ホームステッドせいてつじょ、英語: Homestead Steel Works）はアメリカ合衆国ペンシルベニア州ピッツバーグ近郊にあった製鉄所である。

## 歴史
ホームステッド製鉄所はアメリカ合唱国ペンシルベニア州ピッツバーグ近郊にあった製鉄所で、ピッツバーグ・ダウンタウンから南東の郊外にあった。
この製鉄所は1881年に設立された。2年後にアンドリュー・カーネギーに買われて、カーネギー・スチール（Carnegie Steel）の一部となった。1892年には米国の労働争議上最悪のホームステッド・ストライキ（Homestead Strike）の舞台となり、最後には民兵が投入されて、会社側の勝利となっている。
1901年にはU.S.スチールに売却されて、1906には大規模な工場改築が始まって、同社のモンバレー製鉄所のひとつとなった。第二次世界大戦中には従業員が15,000人と最高になった。
戦後「Planning and Operations」と呼ばれるコンピューターを利用した改良（協力したIBMの呼称は「Operations Control System」）が行なわれて、その中心となったウィリアム・ゴーガン（William J. Gaughan）はこの工場の様々な写真のコレクションを集めて、現在ピッツバーグ大学で公開されている。
ホームステッド製鉄所は米国の鉄鋼業危機（Steel industry crisis）の下、1986年に閉鎖された。工場の敷地が現在ウォーターフロント・ショッピングセンター（The Waterfront）と砂の城水際公園（Sandcastle Waterpark）となっている。ホームステッドの一部でもあったキャリー工場の高炉（Carrie Furnace）は、アメリカ合衆国国定歴史建造物として保存されている。

## 交通
ピッツバーグ・ダウンタウンから南東へ、モノンガヒラ川の少し上流の左岸（西側）にあった。現在ウォーターフロント・ショッピングセンターなどがある場所である。

## 参照項目
- ホームステッド・ストライキ（Homestead Strike）
- U.S.スチールの工場